# Kevork Almassian
Kevork Almassian est un propagandiste syrien, s'étant fait passer pour un réfugié en Allemagne, qui lui accorde puis lui retire l'asile politique. Il milite pour le parti d'extrême droite allemand AfD, pour le renvoi des réfugiés en Syrie, et pour la propagande du régime de Bachar el-Assad.

## Biographie

### Jeunesse et formation
Kevork Almassian naît à Alep, dans une famille d'originaire arménienne.
En 2005, il commence des études en Relations internationales à l'Université privée de Kalamoon, dirigée par le fils du chef de bureau de Bachar el-Assad. Le site de l'université indique que les diplômés doivent être « capables de défendre les préoccupations et les intérêts nationaux » et « de travailler pour atteindre les objectifs nationaux et ceux de l’État-nation ». Kevork Almassian est envoyé à Paris comme majeur de promotion parrainé par l'université. En 2010, il poursuit ses études à Beyrouth, au Liban.
Selon son récit, sa famille fuit les combats et exactions pour le Liban en 2012.

### Liens avec l'extrême droite
Au Liban, il travaille pour deux médias proches du Hezbollah (présentateur sur une chaîne de télévision et auteur pour un journal).
En 2013, Kevork Almassian est en contact avec Manuel Ochsenreiter (de), rédacteur en chef d'un magazine militaire allemand d’extrême droite, où deux articles sont publiés sur lui. À l'été 2014, Almassian et Ochsenreiter vont ensemble près d’Alep.
Kevork Almassian quitte le Liban pour la Suisse le 5 octobre 2015, puis demande l'asile en Allemagne à Fribourg, où il obtient le statut de réfugié. Il affirme avoir choisi l'Allemagne car la vie était devenue compliquée pour des réfugiés au Liban, pour des raisons économiques, afin de trouver un emploi qualifié.
En mai 2015, Almassian et  Ochsenreiter se retrouvent à Donetsk, à une conférence après la proclamation de la République populaire, annexion non reconnue au niveau international, où Almassian rencontre Markus Frohnmaier (de),.
En 2015 et 2016, Kevork Almassian participe à des conférences de Björn Höcke et « met en garde » contre « les autres réfugiés ».
En 2020, il est employé par Markus Frohnmaier, politicien d'extrême droite allemand ouvertement xénophobe,.

### Propagandiste du régime syrien
Il devient en même temps « l'une des voix les plus actives du régime syrien sur les réseaux sociaux ». Il se présente en effet comme un « guerrier de la propagande du gouvernement syrien » et est qualifié de propagandiste ou d'apologiste du régime Assad. Il anime une chaîne YouTube, Syriana analysis, et intervient également sur des médias d’État russes. 
En 2021, son statut de réfugié lui est retiré par les autorités allemandes de l'immigration en 2021 « pour sa défense acharnée du régime d'Assad et parce qu'il n'était pas menacé de persécution par le régime », tout en faisant des déclarations telles que « la situation sécuritaire est suffisamment stable » en Syrie, où il milite pour que les réfugiés politiques syriens soient renvoyés. Il milite notamment en ce sens avec l'AfD, parti d'extrême droite allemand, dont il est proche, et qui cherche à renvoyer un demi-million de réfugiés syriens vivant en Allemagne dans leur pays d'origine, malgré les rapports d'ONG qui indiquent que retourner en Syrie peut engendrer des risques de persécution et de mort.
Il est également accusé par des réfugiés syriens de continuer à travailler en lien avec les services de renseignement du régime syrien, ce qui est vécu comme une menace y compris en Allemagne.